# Roncus gasparoi
Espèce
Roncus gasparoi est une espèce de pseudoscorpions de la famille des Neobisiidae.

## Distribution
Cette espèce est endémique de Corfou en Grèce. Elle se rencontre à Klimatia dans la grotte Spilaio Anthropograva.

## Description
La femelle holotype mesure 3,67 mm et le mâle paratype 4,31 mm.

## Étymologie
Cette espèce est nommée en l'honneur de Fulvio Gasparo.

## Publication originale
- Mahnert & Gardini, 2014 : Cave-inhabiting pseudoscorpion species of the genus Roncus (Pseudoscorpiones: Neobisiidae) from western Greece, including the Ionian Islands. Arachnologische Mitteilungen, vol. 48, no , p. 28-37 (texte intégral).